# 住田町役場
住田町役場（すみたちょうやくば）は、日本の地方公共団体である岩手県気仙郡住田町の執行機関としての事務を行う施設（役場）である。2014年に完成した現在の役場庁舎は地元木材を用いた大規模な純木造公共建築物として著名である。

## 組織
普通地方公共団体の執行機関としての住田町は、俗に「住田町役場」「町役場」「役場」と呼ばれている。総務課、企画財政課、町民生活課、税務課、保健福祉課、農政課、林政課、建設課の計8課と教育委員会、農業委員会事務局、選挙管理委員会事務局を置き、各課の電話番号とメールアドレスを町ウェブサイトで公開している。

## 役場庁舎の来歴
1955年（昭和30年）4月に世田米町、下有住村、上有住村の1町2村の合併によって「住田町」が誕生した当初は、住田町世田米字世田米駅に役場庁舎を設置した。
1958年（昭和33年）2月に世田米字川向96番地1の鉄筋コンクリート（RC）造2階建て庁舎（延べ床面積990平方メートル、総工費約1600万円）に新築移転したが、その後の行政活動の拡大に伴い手狭となり、増築や改修を繰り返しつつ執務庁舎は周囲の建物にも分散することとなった。この1958年竣工庁舎の耐用年限は50年とされており、町は1993年（平成5年）から新庁舎建設基金の積み立てを開始し、2007年（平成19年）には翌年度内の建設を目標に役場新庁舎建設基本計画案を立案、住民も交えた役場庁舎建設検討委員会を設置して計画案の検討も開始したものの、翌2008年（平成20年）の木工団地の経営危機への巨額の公金融資の実施などのため新庁舎建設計画は凍結された。しかし、2011年（平成23年）3月、東日本大震災の地震により老朽化した役場庁舎が被災、災害対策本部を庁舎内に設置できず発災直後から数日間は屋外テントに、その後も庁舎敷地内にあった住田町保健福祉センターに本部を置く事態となったことなどから、町はふたたび新庁舎建設に向けて動き出した。
現在の木造庁舎（世田米字川向88番地1）の設計・施工は2012年（平成24年）6月29日公告の公募型建設設計・施工一括発注プロポーザル方式により、同年10月4日に前田建設工業・長谷川建設・中井敬一都市建築設計異業種特定建設共同企業体（JV）が事業受託者に選定された。2013年（平成25年）7月に着工、翌2014年（平成26年）7月に完成して同月31日に町への引き渡し式をおこない、同年9月2日に落成式、12日に旧庁舎の閉庁式、16日に新庁舎の開庁式を催して庁舎機能を移転したものである。建設工事の様子はウェブカメラを設置し「住田町新庁舎建設設計・施工一括業務 WEBかわら版」を通じてインターネット上で公開された。建設事業費（設計・施工費）は約12億4千800万円。第18回木材活用コンクール・最優秀賞、第57回BCS賞、第4回カーボンニュートラル賞など多くの賞を受賞している。

## 配置
- 1階 - 町民ホール、交流プラザ、町民生活課、税務課、保健福祉課、建設課、会計室、副町長室
- 2階 - 総務課、企画財政課、農政課、林政課、教育委員会、選挙管理委員会、町長室、教育長室

## 建築
構造 - 木造（準耐火）、2階建て、レンズ型木造トラス梁、ラチス耐力壁（耐力壁軸組工法）
敷地面積 - 7,881 m2
建築面積 - 2,419 m2
延床面積 - 2,883 m2
木構造部数量 - 710.7 m3（スギ（柱・母屋・ラチス壁・間柱）247.7 m3、カラマツ（梁・土台）463.0 m3）
耐震安全性の分類 − 耐震基準値(I)類（1.5）
空調設備 - 木質ペレット焚吸収式冷温水発生器（木質ペレットボイラー）、電気空調
太陽光発電設備 - 太陽光パネル発電・蓄電池15 kW（非常時対応分）、太陽光発電街路灯6基
事業費（設計・施工費） - 1,248,598,800 円

## 交通アクセス
- JR東北新幹線・水沢江刺駅より車45分
- 釜石自動車道・滝観洞ICより車30分
- 三陸沿岸道路・大船渡ICより車25分
- 陸前高田市、大船渡市よりそれぞれ車20分
- 住田町コミュニティバス「川口上有住駅線・住田町役場行」「役場中井線」住田町役場下車。
- 世田米バスストップ（世田米駅停留所）から徒歩7分

## 主な受賞歴

### 2014年完成 住田町役場庁舎
- 2015年 - 第18回木材活用コンクール・最優秀賞〈農林水産大臣賞〉（日本木材青壮年団体連合会主催）[26][27]
- 2015年 - 平成27年度木材利用優良施設表彰・林野庁長官賞（木材利用推進中央協議会主催）[28]
- 2015年 - 平成26年度建築研究所すまいづくり表彰 地域住宅賞・地域住宅奨励賞（国立研究開発法人建築研究所主催）[29][30]
- 2015年 - 第28回日経ニューオフィス賞・東北ニューオフィス推進賞〈東北経済産業局長賞〉（日本経済新聞社、ニューオフィス推進協会共催）[31][32]
- 2016年 - 第57回BCS賞（日本建設業連合会主催）[33][34]
- 2016年 - 第4回カーボンニュートラル賞（建設設備技術者協会主催）[35]
- 2021年 - 第17回公共建築賞・優秀賞（公共建築協会主催）[36][37][38]